# Oueishi
Oueishi (汪英紫 (Uông An Tử)  ？－1402) là vua đời thứ hai của vương quốc Nam Sơn vào thời đại Tam Sơn trên đảo Okinawa. Ông trị vì từ năm 1399 đến năm 1402.
Oueishi là chú của vua Ofusato và nguyên là án tư của Yaese. Năm 1388, ông thoát li vương quốc Nam Sơn và trở thành thế lực cát cứ, sai em trai sang nhà Minh triều cống. Oueishi tự xưng vương và tấn công song Ofusato đã rút chạy, ngôi vị quốc vương bị bỏ trống, tuy nhiên trên thực tế ông là người cai trị vương quốc và lên ngôi vua sau khi cháu mình qua đời. Ông có quan hệ gần gũi với Sho Hashi ở vương quốc Trung Sơn.